# سلیواتا
سلیواتا (به بلغاری: Slivata) یک منطقهٔ مسکونی در بلغارستان است که در استان مونتانا واقع شده‌است.
 سلیواتا  ۲۳۹ نفر جمعیت دارد و ۱۲۲ متر بالاتر از سطح دریا واقع شده‌است.